# Alessandra Arachi
Alessandra Arachi (Roma, 6 novembre 1964) è una giornalista e scrittrice italiana.

## Biografia
Alessandra Arachi è nata e vive a Roma, sebbene abbia vissuto cinque anni a  Milano. Lavora come giornalista per il Corriere della Sera, occupandosi di attualità, costume, politica. Ha pubblicato il suo primo libro a 29 anni, nel gennaio 1994: Briciole, che è stato trasformato in un tv movie, trasmesso in prima serata da Rai 1. 
In uno dei suoi ultimi libri, Coriandoli nel deserto, è andata a ripescare i suoi studi universitari di fisica per raccontare in forma poetica le gesta dei ragazzi di via Panisperna e, soprattutto, della ragazza di via Panisperna, Nella Mortara, l'unica donna fisica che abbia mai lavorato nell'istituto romano di Enrico Fermi.

## Opere
- 2019 - Perché finisce un amore[5] con Paolo Crepet, Solferino editore
- 2015 - Non più briciole, Longanesi editore
- 2012 - Coriandoli nel deserto[6], Feltrinelli editore
- 2007 - E se incontrassi un uomo perbene?, Sonzogno editore, EAN 9788845414077
- 2006 - Lunatica. Storia di una mente bipolare, Rizzoli editore, EAN 9788817013826
- 1997 - Unico indizio: la normalità. L'Italia a sud dell'Italia, Feltrinelli editore, EAN 9788807814167
- 1995 - Leoncavallo Blues
- 1994 - Briciole, Feltrinelli editore, EAN 9788807812552